# Phanaeus palaeno
Phanaeus palaeno är en skalbaggsart som beskrevs av Blanchard 1846. Phanaeus palaeno ingår i släktet Phanaeus och familjen bladhorningar. Inga underarter finns listade i Catalogue of Life.